# René Hannemann
Pour les articles homonymes, voir Hannemann.
René Hannemann, né le 9 octobre 1968 à Belzig, est un bobeur allemand.

## Carrière
René Hannemann participe à deux Jeux olympiques. En 1992 à Albertville, il obtient la médaille d'argent en bob à quatre avec Wolfgang Hoppe, Bogdan Musiol et Axel Kühn. Aux Jeux olympiques de 1994 à Lillehammer, il est médaillé de bronze de bob à quatre avec Wolfgang Hoppe, Ulf Hielscher et Carsten Embach.

## Palmarès

### Jeux Olympiques
- : médaillé d'argent en bob à 4 aux JO 1992.
- : médaillé de bronze en bob à 4 aux JO 1994.

### Championnats monde
- : médaillé d'or en bob à 4 aux championnats monde de 1995 et 1997.
- : médaillé de bronze en bob à 2 aux championnats monde de 1991 et 1993.